# Lose Yourself
«Lose Yourself» és una cançó i senzill compost pel raper estatunidenc Eminem, per la pel·lícula i àlbum 8 Mile de l'any 2002.
La cançó va ser escrita per Eminem durant un temps lliure a la gravació de 8 Mile. Des de fa un temps els Bass Brothers i Eminem intentaven compondre la cançó principal de la pel·lícula. Eminem va gravar la cançó a un estudi portàtil al set d'aquesta, interpretant els tres versos principals en una sola presa. Després que els Bass Brothers (coproductors de la banda sonora) escoltessin la gravació, varen decidir que aquesta seria la cançó principal de 8 Mile, finalitzant un procés de producció que havia trigat més d'un any i mig en concretar-se. El full en el que es va escriure la cançó apareix a la pel·lícula, en una escena on el seu personatge està escrivint mentre viatja en autobús. Aquest full va ser venut més tard a eBay per 10000 dòlars.
La lletra parla explícitament sobre las situacions que viu el personatge d'Eminem a 8 Mile, B. Rabbit (al·lusió a Eminem al voltant del 1995), resumint gran part de la pel·lícula al primer vers.

## Posició en les llistes musicals
| Lista (2002-2003)                               | Mejor posición |
| ----------------------------------------------- | -------------- |
| German Singles Chart                            | 2              |
| Australian ARIA Singles Chart                   | 1              |
| Austrian Singles Chart                          | 2              |
| Belgian Ultratop 50 Chart                       | 12             |
| Canadian Singles Chart                          | 1              |
| Brasil (ABPD)                                   | 1              |
| Danish Top 20                                   | 1              |
| U.S. Billboard Hot 100                          | 1              |
| U.S. Billboard Hot R&B/Hip-Hop Singles & Tracks | 1              |
| U.S. Billboard Rhythmic Top 40                  | 2              |
| U.S. Billboard Top 40 Mainstream                | 3              |
| Finnish Singles Top 20                          | 1              |
| French SNEP Singles Chart                       | 3              |
| Eurochart Hot 100                               | 1              |

| Lista (2002-2003)               | Mejor posición |
| ------------------------------- | -------------- |
| Greek Singles Chart             | 1              |
| Dutch Top 40 Singles Chart      | 1              |
| Irish Singles Chart             | 2              |
| Itàlia (FIMI)                   | 1              |
| New Zealand RIANZ Singles Chart | 1              |
| Norwegian Singles Chart         | 2              |
| Portuguese Airplay Chart        | 2              |
| Romanian Top 100                | 2              |
| Espanya (PROMUSICAE)            | 9              |
| Suècia (Sverigetopplistan)      | 1              |
| Suïssa (Swiss Hitparade)        | 1              |

| País         | Certificació | Data                   | Registre de vendes |
| ------------ | ------------ | ---------------------- | ------------------ |
| Austràlia    | Platí x 4    | 2003                   | 280 000            |
| Àustria      | Platí        | 14 de febrer de 2003   | 30 000             |
| Bèlgica      | Platí        | 8 de març de 2003      | 40 000             |
| França       | Or           | 21 d'agost de 2003     | 250 000            |
| Alemanya     | Or           | 2003                   | 150 000            |
| Nova Zelanda | Platí        | 2003                   | 15 000             |
| Noruega      | Platí        | 2003                   | 10 000             |
| Suïssa       | Platí        | 2003                   | 30 000             |
| Regne Unit   | Plata        | 13 de desembre de 2002 | 200 000            |
| Estats Units | Or           | 25 d'octubre de 2004   | 500 000            |